# Megfosztási eljárás
A megfosztási eljárás a magyar jog szerint a köztársasági elnök közjogi felelősségre vonására vonatkozó eljárás.
Magyarország alaptörvényének 13. cikke foglalkozik a köztársasági elnök eltávolítására irányuló közjogi eljárással. Eszerint a köztársasági elnökkel szemben az országgyűlési képviselők egyötöde indítványozhatja a tisztségtől való megfosztást. Ezután kétharmados szavazás következik a megfosztási eljárás megindításáról. Amennyiben a képviselők ilyen minősített többsége az eljárás megindítása mellett szavaz, akkor a továbbiakban a megfosztási eljárás lefolytatása az Alkotmánybíróság hatáskörébe tartozik.

## Története
A többször módosított 1949. évi XX. törvény 1989-től ismerte a köztársasági elnök jogintézményét. A 31. §-a rendelkezett a köztársasági elnöki megbizatás megszűnésének eseteiről is. Ezek közül az f. pont az elnöki tisztségtől való megfosztás volt. A 31. § (4) bek. kimondta, hogy  "A köztársasági elnök a tisztségétől megfosztható, ha annak gyakorlása során az Alkotmányt vagy valamely más törvényt szándékosan megsérti."
Az eljárásra vonatkozó szabályok (31/A. - 32. §§) nagyrészt megegyeztek a hatályos alaptörvény szabályaival.